# Isla Thetis
La isla Thetis (población: 350) es una isla de lal archipiélago de las islas del Golfo, entre la isla de Vancouver y la costa pacífica de la Columbia Británica, Canadá. La isla recibió el nombre en 1851 del barco HMS Thetis, de la Royal Navy británica. Los primeros asentamientos tuvieron lugar en 1874 pero los asentamientos permanentes tuvieron lugar entre 1890 y 1900. 
- Datos: Q3890873
- Multimedia: Thetis Island / Q3890873